# Dizione
La dizione è il modo in cui vengono articolati i suoni che compongono il linguaggio.  Con questo termine si intende, oltre alla mera pronuncia delle parole, oggetto dell'ortoepia, l'insieme dei meccanismi della fonetica articolatoria e in generale la fisiologia della produzione del linguaggio orale.
Riveste una notevole importanza in campi come la recitazione (attori e doppiatori), la declamazione in pubblico (uomini politici) o, ad esempio, nel giornalismo radio-televisivo.

## Approcci conoscitivi alla dizione
La comunicazione si fonda sul linguaggio che nelle società umane evolute si esprime tramite l'articolazione e la ricezione di suoni articolati, i quali sono oggetto di studio della fonetica.
Lo studio fonetico si può svolgere in due direzioni:
- Il primo approccio è descrittivo, e si attua nella specificazione dei tratti fonetici di un linguaggio esaminato in un dato momento storico.
- L'approccio duale è quello storico, dove si studia la trasformazione fonetica dei suoni durante la loro evoluzione.

Tra queste due metodologie, per quanto attiene alla dizione come convenzione linguistica, il primo criterio è più produttivo, ma un contatto con la seconda impostazione può rendere conto delle numerose eccezioni cui va incontro e che sono di natura storica ed etimologica.

## Caratteristiche dei suoni
I suoni della maggior parte delle lingue naturali, non ideate da studiosi, si creano mediante l'aria di provenienza polmonare in fase di espirazione.
L'aria nel canale espiratorio in corrispondenza della laringe interagisce con le corde vocali, costituite da due pliche muscolari pari a margini liberi che delimitano uno spazio detto glottide. Questa può assumere tre posizioni:
- posizione espiratoria o neutra: si riscontra nella normale respirazione e nell'articolazione sorda.

- posizione chiusa: le corde vocali aderiscono fino a impedire il passaggio dell'aria, si ha prima di tossire e in alcune lingue come l'arabo, ma non l'italiano, ha valore fonetico.

- posizione di sonorità: le corde vocali vibrano e si urtano con specifica frequenza, essa attua l'articolazione sonora dei suoni.

L'aria espirata dalla laringe passa alla faringe dove il velo palatino, o palato molle, ripartisce con la sua posizione il flusso dell'aria attraverso le fosse nasali o il cavo orale. Si ha quindi la distinzione tra suoni nasali, in cui il velo si abbassa e rilassa, e suoni orali in cui il velo palatino è sollevato.
L'ampiezza delle oscillazioni delle corde connota l'intensità del suono, mentre la frequenza denota il tono, o altezza, per cui si distinguono suoni acuti ad alta frequenza e suoni bassi a frequenza minore.
L'aria che transita nel condotto respiratorio senza interagire con ostacoli diversi dalle corde vocali provoca l'emissione di una vocale. Le altre emissioni sonore rientrano nella categoria delle consonanti.
Le vocali sono perciò vibrazioni meccaniche periodiche dell'aria per le quali il cavo orale svolge la funzione di risonatore, cioè attenua le frequenze più basse e rinforza quelle più elevate e dando così origine ai sopratoni.
Le consonanti sono invece caratterizzate per la loro aperiodicità nelle vibrazioni e rientrano quindi solo nella più ampia categoria dei rumori.

## La dizione in italiano

### Le vocali in italiano
La separazione delle vibrazioni meccaniche in consonanti e vocali, che rende anche ragione dell'etimologia delle due parole, come suoni a sé stanti (le vocali) e suoni che consuonano (le consonanti, che non possono pronunciarsi da sole) ha valore per l'italiano ma non per tutte le lingue.
Le vocali italiane possono essere rappresentate in modo adeguato da un triangolo vocalico:
```
i           u
  é       ó
    è   ò
      a
```

La vocale a è la vocale centrale e con essa la lingua è del tutto abbassata, ma questa può sollevarsi in avanti verso il palato duro e formare le vocali palatali o anteriori, oppure arretrare fino verso il palato molle e formare le vocali velari o posteriori.

### Il problema ortoepico delle vocali in italiano
Come si è visto le vocali italiane sono in realtà sette, ma l'ortografia le riduce a cinque soltanto: solo nel caso la vocale sia accentata è possibile vedere due segni diversi.
Questo avviene anche perché il vocalismo atono italiano corrisponde esattamente ai segni vocali: la contrapposizione tra è aperta ed é chiusa e tra ò aperta ed ó chiusa viene meno e prevalgono i suoni chiusi. La a si considera sempre aperta, mentre i e u sono sempre chiuse.
Questa imperfezione strutturale dell'italiano, nato dal volgare fiorentino illustre con prestiti dal siciliano, ha posto notevoli inconvenienti all'affermarsi della dizione corretta e ha consentito il permanere di pronunce locali differenti. In alcuni casi, soprattutto per la o ma anche per la e in parole come spegnere o freno, sono ammesse entrambe le forme. In altri casi, come pèsca (il frutto) e pésca (l'azione), si hanno degli omografi non omofoni.